# Unione nazionale costruttori serramenti alluminio acciaio leghe
L'Unione nazionale costruttori serramenti alluminio acciaio leghe  (UNCSAAL) è l'associazione - fondata nel 1973 - che rappresenta le imprese italiane dell'intera filiera produttiva dell'involucro edilizio; cioè le aziende specializzate nella costruzione di serramenti metallici (finestre, porte-finestre, porte in alluminio, in acciaio, in leghe di alluminio, alluminio-legno), di facciate continue metalliche, di chiusure oscuranti (persiane, tapparelle) e produttori di componenti (sistemi e gamme di profili metallici, accessori, vetro, dispositivi per l'isolamento termico e acustico  e la tenuta, come guarnizioni e sigillanti).
Gli associati Uncsaal, a seconda delle particolarità produttive delle loro Aziende, sono inseriti in gruppi di categoria per meglio rappresentare tutte le istanze che compongono la filiera produttiva del comparto dell'involucro edilizio e per approfondire le specifiche tematiche proprie di ogni settore: 
- costruttori di serramenti
- costruttori facciate continue
- gruppo accessoristi
- gruppo gammisti e produttori
- gruppo isolamento e tenuta
- gruppo misto

I gruppi di categoria dell'Uncsaal sono rappresentati nel comitato direttivo dell'Unione. 
Ogni anno, in autunno, si svolge l'assemblea generale dei soci Uncsaal, non solo un'assise formale per rinnovare gli organismi dirigenti e per approvare il bilancio, ma soprattutto un momento per confrontarsi sull'attività svolta e sui progetti che caratterizzeranno il futuro dell'Unione. 
Inoltre, i soci Uncsaal possono partecipare a specifici gruppi di lavoro incaricati di redigere documenti-guida di riferimento normativo per il comparto dell'involucro edilizio.
Uncsaal rappresenta gli interessi del comparto italiano dell'involucro edilizio relazionandosi con Parlamento italiano e Governo della Repubblica Italiana: con la presenza in numerose commissioni ministeriali e nella Commissione edilizia del CNEL  per collaborare all'iter e procedimento legislativo di norme che riguardano il comparto e per promuovere regole tese ad una gestione trasparente della costruzione edilizia  italiana. Questo lavoro ha permesso l'inserimento nella Legge finanziaria (Italia): 2007, 2008, 2009, 2010 e 2011 delle detrazioni fiscali del 55% per il cambio dei serramenti.

## Attività
L'attività di Uncsaal si svolge su tutto il territorio italiano attraverso i gruppi regionali e macroregionali. 
Grazie all'opera dei Gruppi, organizzata direttamente dai coordinatori regionali eletti dai soci - anche vicino agli insediamenti produttivi - è possibile accedere a corsi di formazione, interscambi culturali e
sulle tendenze di mercato, tavole rotonde su argomenti che riguardano il fare impresa, seminari di aggiornamento normativo.
L'organismo di impostazione strategica del lavoro regionale è rappresentato dalla Consulta nazionale dei coordinatori regionali.
Uncsaal svolge attività in Europa attraverso la partecipazione all'elaborazione delle Direttive dell'Unione europea relative ai prodotti dell'involucro edilizio, serramenti e facciate continue: Gruppi di Lavoro CEN (Comitato europeo di normazione), in particolare:
- CEN TC 33, CEN TC 33 WG1+WG2 Finestre e porte,
- CEN TC33 WG1+2 TG5+6 Revisione EN 14351-1, CEN TC 33 WG4 Accessori per edilizia,
- CEN TC 33 WG4/TG13 Accessori per serramenti,
- Ad Hoc Group EN 1191 Revision meeting,
- CEN TC 33 WG4/TG14 Guarnizioni e sigillanti,
- CEN TC 33 WG6 Facciate continue (presidenza),
- CEN TC 126 Acustica,
- CEN TC 127 Fuoco,
- CEN TC127 WG1 TG8 EXAP Rules for Curtain Walls Tests,
- ISO/TC 163/SC 2/WG 9 Calcolo della trasmittanza termica.

Uncsaal ha rappresentanza europea al Faecf - Federazione europea delle associazioni di costruttori di serramenti - di cui ha detenuto la Presidenza dal 2001 al 2003 e la direzione generale dal 2003 al 2007 e a Eurowindoor - Federazione europea dei produttori di serramenti in metallo, legno e pvc e dei Produttori di vetro per l'edilizia - di cui ha detenuto la Presidenza dal 2004 al 2006.
Uncsaal è parte integrante di Finco - Federazione industrie prodotti impianti e servizi per le costruzioni - all'interno della quale si confronta con i ministeri competenti per affermare una cultura edile di qualità con tutti gli attori, dalle imprese generali di costruzioni ai produttori di componenti e ai fornitori di servizi, per svolgere le proprie attività imprenditoriali con regole paritarie e condivise. 
Con Finco, Uncsaal partecipa ai tavoli di elaborazione della revisione del codice degli appalti pubblici.
Da maggio 2007 il past-president Uncsaal Libero Ravaioli è vicepresidente Finco rappresentandola anche nel Comitato di presidenza del Cepmc, il Consiglio europeo dei produttori di materiali da costruzione con sede a Bruxelles; dal marzo 2011 Libero Ravaioli è presidente "Cepmc".
UNI Ente nazionale italiano di certificazione:
Uncsaal è attiva in UNI e partecipa ai tavoli di elaborazione delle norme riguardanti l'involucro edilizio.
Il presidente Uncsaal Corrado Bertelli è membro del Consiglio Direttivo UNI, dal 2008, con la carica di Vicepresidente e delega di rappresentanza del Sistema Edilizia. Nel 2011, con la riconferma di Corrado Bertelli alla Vicepresidenza UNI, viene formalizzata anche la partecipazione delle istituzioni governative, in particolare: Francesco Karrer (Ministero delle Infrastrutture e dei Trasporti), Fabio Dattilo (Ministero dell'Interno), Marcella Marletta (Ministero della Salute), Fabrizio Calabrò Massey (Ministero dello sviluppo economico). Inoltre partecipano anche Donato Carillo (Ferrovie dello Stato), Filippo D'Aprile (Cuna) e Luciano Gaiotti (Rete Imprese Italia).

## Cattedra Uncsaal di progettazione dell'involucro edilizio
A partire dall'anno accademico 2007-2008 Uncsaal è titolare della cattedra di progettazione dell'involucro edilizio presso la Facoltà di ingegneria edile e architettura del Politecnico di Milano, attraverso il proprio direttore tecnico Paolo Rigone.
La cattedra ha lo scopo di contribuire alla formazione di studenti e laureati particolarmente qualificati, collaborando allo svolgimento degli insegnamenti presso il Politecnico di Milano, anche con l'istituzione di borse di studio. 
Il piano di studi del corso prevede lo svolgimento di studi e ricerche nell'approfondire l'innovazione tecnologica dei prodotti.
La cattedra Uncsaal di progettazione dell'involucro edilizio è il risultato di anni di collaborazione fra Uncsaal e il Politecnico di Milano, collaborazione avviata nel 2004 nell'ambito del Dipartimento di scienza e tecnologia dell'ambiente costruito (BEST).

## Marcatura CE e risparmio energetico degli edifici
Uncsaal, in Italia e in Europa, ha delega di rappresentanza del comparto dell'involucro edilizio nelle commissioni ministeriali e comunitarie deputate alla revisione della normativa sulla Marcatura CE per finestre e facciate continue.
Uncsaal partecipa inoltre alle commissioni interministeriali per il recepimento della Norma Europea sul risparmio energetico degli edifici e per la revisione del decreto legislativo 192/2005 e del decreto legislativo 311/2006.

## Laboratorio notificato IRcCOS
Uncsaal, insieme a ITC-CNR - Istituto per le Tecnologie della Costruzione del Consiglio Nazionale delle Ricerche - e Assimpredil-ANCE (Associazione Imprese Edili della Provincia di Milano), è socio e promotore di IRcCOS, Istituto di Ricerca e certificazione per le costruzioni sostenibili, che può eseguire prove e rilasciare certificati

## Osservatorio economico Uncsaal
Uncsaal ha sviluppato, in collaborazione con l'Università di Lugano e con l'Università commerciale Luigi Bocconi  di Milano, uno strumento di raccolta dati, elaborazioni e analisi per interpretare i percorsi del mercato e mettere a punto strumenti da utilizzare per migliorare la progettazione e costruzione dei manufatti dell'involucro edilizio italiano.
Dal 2007 al 2009 ha pubblicato UX Bilanci con l'analisi dei bilanci dei principali operatori di mercato. Per gli anni successivi i dati sono stati resi disponibili sul sito web dell'Associazione, mentre dal 2011 Uncsaal ha razionalizzato il patrimonio di conoscenze, maturato con gli strumenti sviluppati negli anni precedenti, in un nuovo osservatorio economico: Il Rapporto sul mercato italiano dell'involucro edilizio.
Pubblicato con cadenza semestrale aggiornando i seguenti aspetti del mercato italiano dell'involucro edilizio:
- i trend di lungo periodo nel settore dell'involucro edilizio
- i cambiamenti strutturali in atto nel settore
- l'andamento congiunturale di breve periodo
- gli scenari futuri.

Tutte le pubblicazioni sono disponibili sul sito dell'Associazione.

## Fiere ed eventi
Uncsaal, per 25 anni, ha organizzato, in sinergia con Federlegno-Arredo, il Saiedue Living di Bologna, rappresentando il comparto nella più qualificata manifestazione fieristica italiana del settore. 
Dal 2001 al 2007, in ambito Saiedue, ha promosso il Sates – Tecnologie e Sistemi per l'Involucro Edilizio.
Dal 2008 UNCSAAL, sempre insieme a Federlegno-Arredo, promuove la nuova fiera MADE Expo Edilizia, Architettura e Design che, negli spazi espositivi della fiera di Milano-Rho, offre ad un pubblico qualificato di progettisti e operatori nazionali e internazionali oltre 100.000 m² dedicati ai migliori prodotti del mondo delle costruzioni e dell'involucro edilizio italiano. Nel 2010 viene inaugurata la Mostra Percorso Civitas - La città concettuale dell'involucro edilizio. Nel 2012 Uncsaal si fa promotrice, sempre al MADE Expo, dell'iniziativa SMART VILLAGE: la Mostra-Convegno dedicata alla riqualificazione edilizia, la messa in sicurezza del territorio, all'ecosostenibilità e alla salvaguardia dell'ambiente, al risparmio energetico e alle tecnologie innovative.

## Strumenti e servizi
Uncsaal offre diversi supporti divulgativi e tecnici per il pubblico, le aziende, i progettisti e le istituzioni. In particolare:
- call center tecnico dove si possono porre quesiti e domande agli esperti dell'ufficio tecnico Uncsaal
- consulenze e servizi come Tecnici, Legali, ISO 9000, sicurezza, certificati bianchi o TEE - titoli di efficienza energetica,  assicurazioni e attestazione SOA
- formazione tecnica Uncsaal sulla marcatura CE - sia presso le aziende che in aula -, Posa in opera dei serramenti, Risparmio energetico e chiusure trasparenti, Sicurezza e Involucro trasparente, Requisiti ambientali di sicurezza, Isolamento acustico e Involucro trasparente, Piano operativo di sicurezza.
- Prodotti editoriali come Vasistas, Quadra, UX, UX80 Linee guida contrattualistica, UX60 Guida alla posa in opera delle facciate continue, UX42 Guida alla posa in opera dei serramenti e pubblicazioni economiche e tecniche.